# Jeff MacNelly
Jeffrey Kenneth MacNelly (* 17. September 1947 in New York City; † 8. Juni 2000 in Baltimore) war ein US-amerikanischer Comiczeichner und Karikaturist.
Schon zu seiner Zeit an der Universität fertigte MacNelly Karikaturen an. Bald schon zeichnete er täglich für die Zeitung The Richmond News Leader. Schon nach 2 Jahren, 1972, gewann MacNelly seinen ersten Pulitzer-Preis im Bereich Karikatur. 1977 kreierte er seinen, in den USA bekannten Comic-Strip Shoe, den er bis zu seinem Tod im Jahr 2000 zeichnete. In dem krude gezeichneten Strip agieren vermenschlichte Vögel, welche auf Bäumen sitzen aber Schreibtische und Küchen besitzen oder Computer bedienen. Im Zentrum stehen dabei die Mitarbeiter der Zeitung „Treetops Tattler-Tribune“ und ihre Familien.

## Preise & Auszeichnungen (Auswahl)
- 1972, 1978 und 1985: Pulitzer-Preis/Karikatur
- 1978 und 1979: Reuben Award
- 1994: Aufnahme in die American Academy of Arts and Sciences